# نهر بويد
نهر بويد- نيوساوث ويلز
نهر بويد بالإنجليزية (Boyd River): هو نهر يوجد بنيوساوث ويلز بأستراليا في حديقة نهر جاي فوكس الوطنية Guy Fawkes, طول النهر 68. 4 كم.